# Franconia

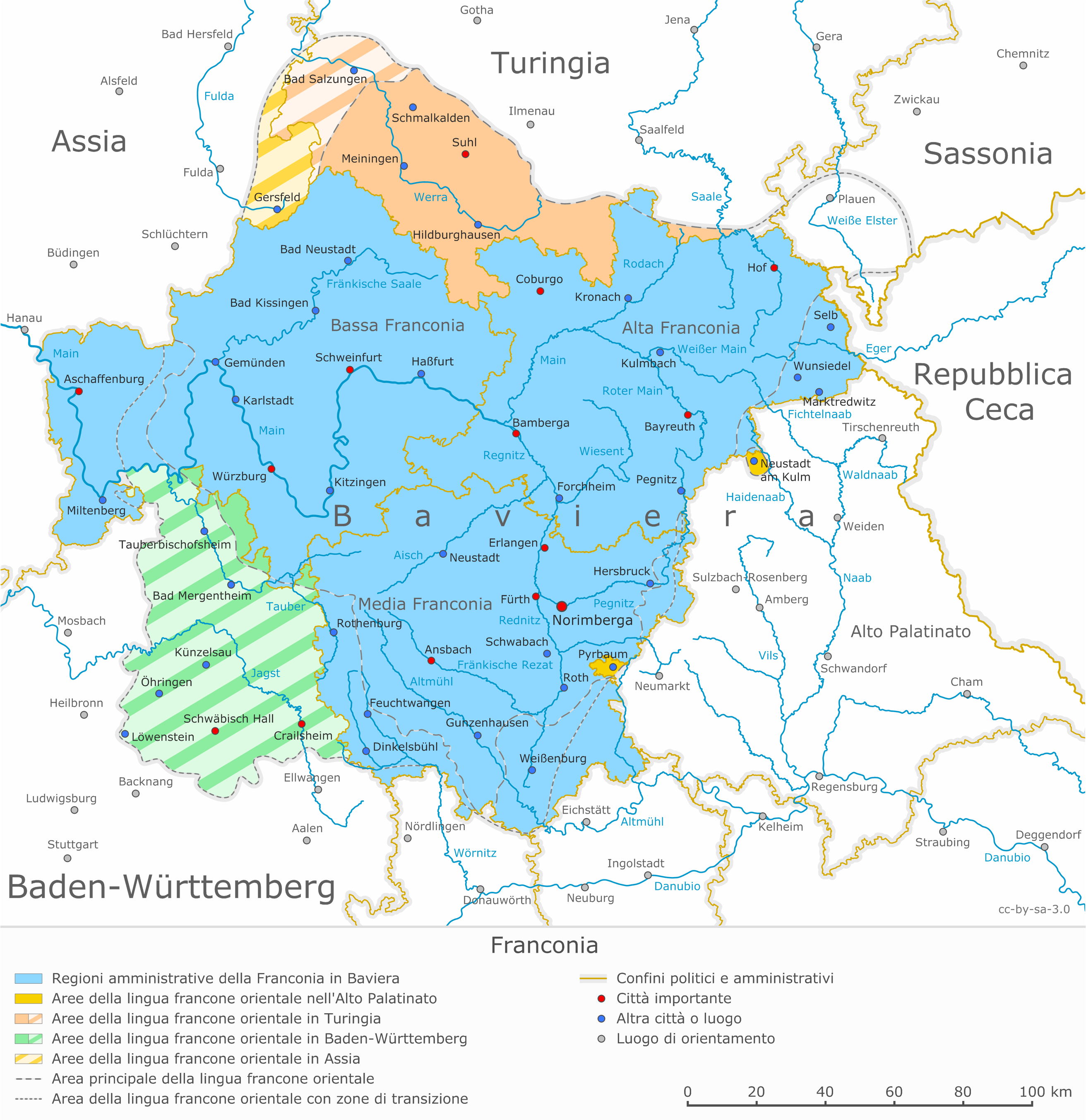
L'odierna Franconia

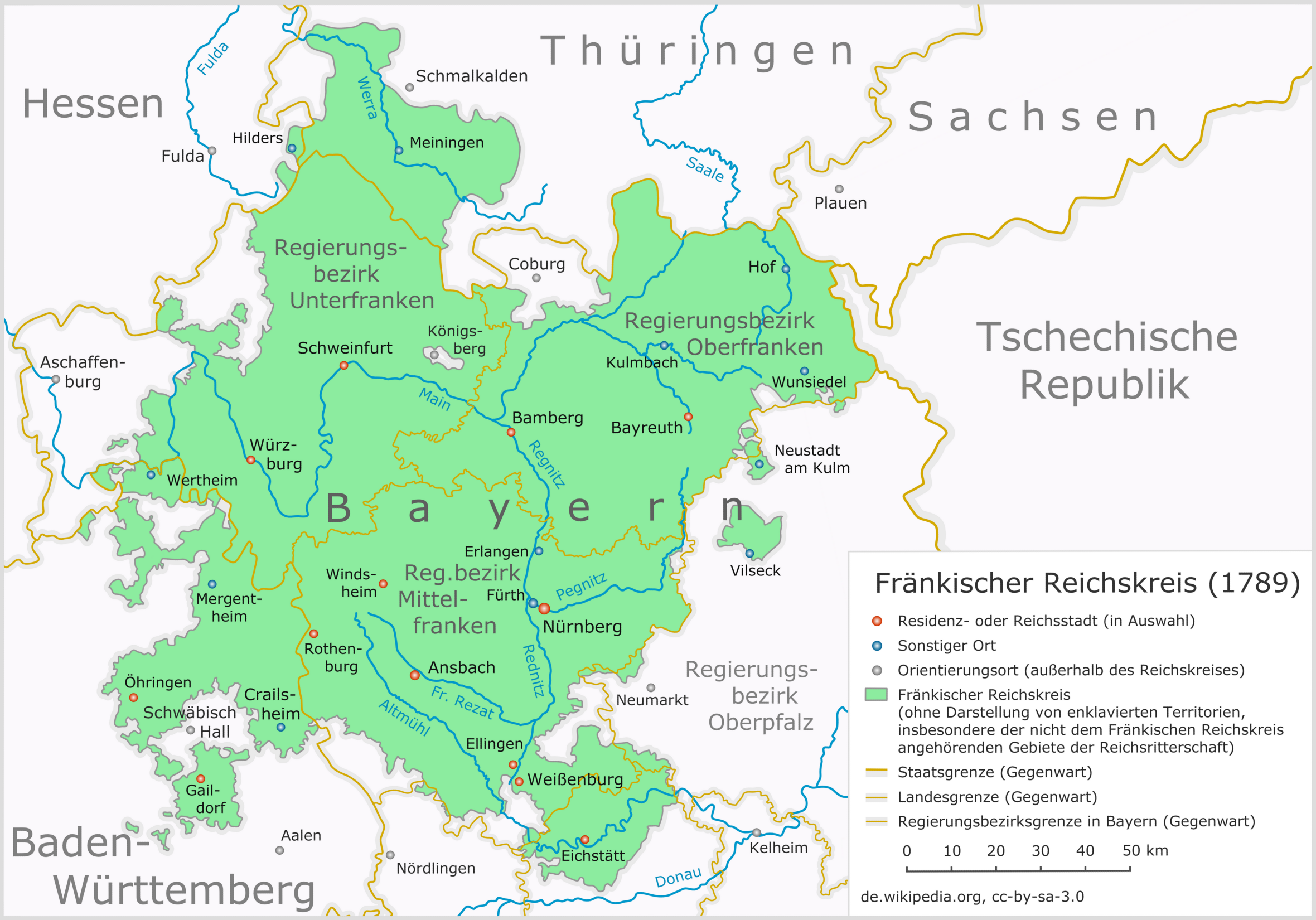
La Franconia 1789

La Franconia (in tedesco Franken) è una regione geografica e storica del centro della Germania, parte dell'odierno Land di Baviera, del quale costituisce la parte settentrionale. Amministrativamente, la Franconia è composta di tre circoscrizioni (Regierungsbezirke): la Media Franconia (Mittelfranken) con capoluogo Ansbach, la Bassa Franconia (Unterfranken) con capoluogo Würzburg e l'Alta Franconia (Oberfranken) con capoluogo Bayreuth. Queste circoscrizioni confinano inoltre con i Länder del Baden-Württemberg e della Turingia.

## Definizione
In genere, la Franconia è costituita dalle tre circoscrizioni Media Franconia, Bassa Franconia e Alta Franconia, una parte del circondario di Eichstätt, i circondari della Turingia sud e da due regioni del Baden-Württemberg.
La Franconia non è un'unità in senso politico o amministrativo. Non è chiaro dove siano i confini esatti, ma si può definire la regione attraverso il dialetto, lo stemma della Franconia negli stemmi delle città o perfino attraverso le chiese, che hanno dei tetti acuminati nella Franconia mentre sono più rotondi nella Baviera del sud.

### Franconia nel land della Baviera

Le circoscrizioni della Franconia bavarese

Oggi, la maggior parte della Franconia appartiene alla Baviera. La regione fu divisa in tre regioni (Alta / Bassa / Media Franconia).
Si contano anche parti di Franconia nel circondario di Eichstätt dato che apparteneva fino al 1972 alla circoscrizione della Media Franconia.

### Franconia nel land di Baden-Württemberg
Fino al 2003, in Baden-Württemberg è esistita la regione Franconia, ma poi il nome è stato cambiato in regione Heilbronn-Franconia. Le città più grandi della Franconia nel Baden-Württemberg sono Heilbronn, Schwäbisch Hall e Crailsheim.

### Franconia nel land della Turingia
L'odierna Turingia del Sud dipendeva dai centri franconi Bamberga, Würzburg, Fulda, Bad Hersfeld fino al decimo secolo, e dopo alla contea di Henneberg. La città di Meiningen appartenne a Würzburg fino al XV secolo.

## Geografia
I fiumi principali sono il Meno e il Regnitz (che sbocca nel Meno). Fiumi secondari sono il Tauber, il Pegnitz, il Rednitz, l'Altmühl e la Saale.
Il canale Meno-Danubio collega il Meno e il Danubio attraversando quasi tutta la Franconia, da Bamberga fino a Norimberga e poi a Kelheim. Costituisce in pratica un collegamento dal Mare del Nord al Mar Nero. I laghi artificiali, chiamati 'Fränkisches Seenland', circa 50 chilometri sud di Norimberga, non rappresentano solo un magazzino d'acqua per i paesaggi abbastanza secchi della Franconia, ma sono diventati anche un'attrazione per i turisti.
Si trovano anche diversi monti nella Franconia. Da menzionare sono ad est il Fichtelgebirge, a nord la Selva di Turingia, il Frankenwald, il Rhön e il Spessart.
Le medie montagne nel centro della Franconia si chiamano Steigerwald e Fränkische Alb.

## Storia

### Età della pietra
Sono stati ritrovati fossili di diversi attrezzi riferibili al Paleolitico medio vicino a Kronach e Würzburg. 

### Antichità
Una prima colonizzazione dell´area sarebbe avvenuta nell'età del ferro, ad opera dei celti. Un grande insediamento celtico è stato infatti rinvenuto sul Staffelberg.
Sotto Bonifacio fu costituito a Würzburg il primo vescovado della Franconia. Poco dopo, circa nel 742, ne seguì un secondo a Eichstätt.
Fino al VII secolo la regione non aveva un proprio nome, mentre dall'VIII secolo fu chiamata Francia Orientalis.

### Basso medioevo

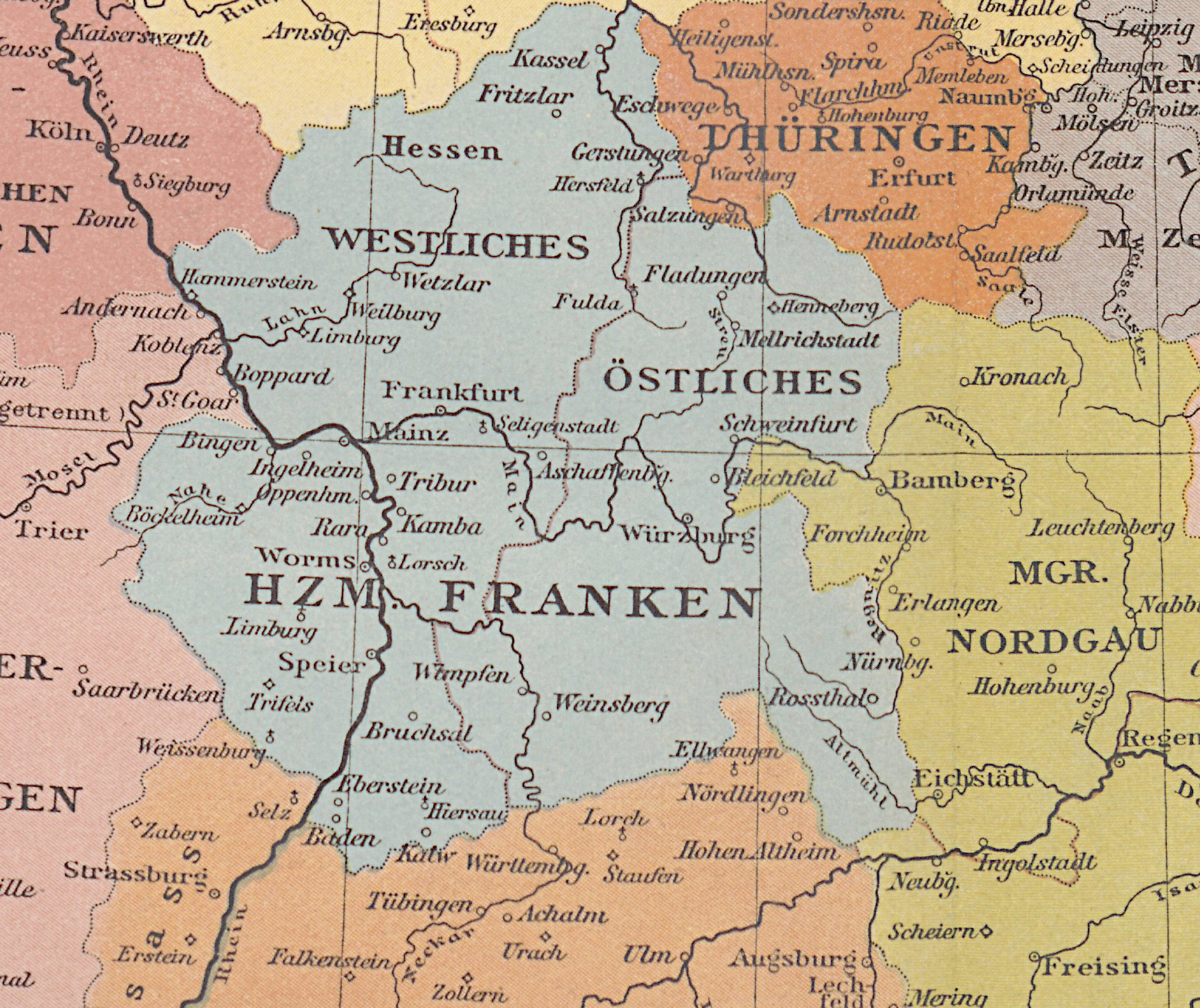
Ducato di Franconia verso il 900

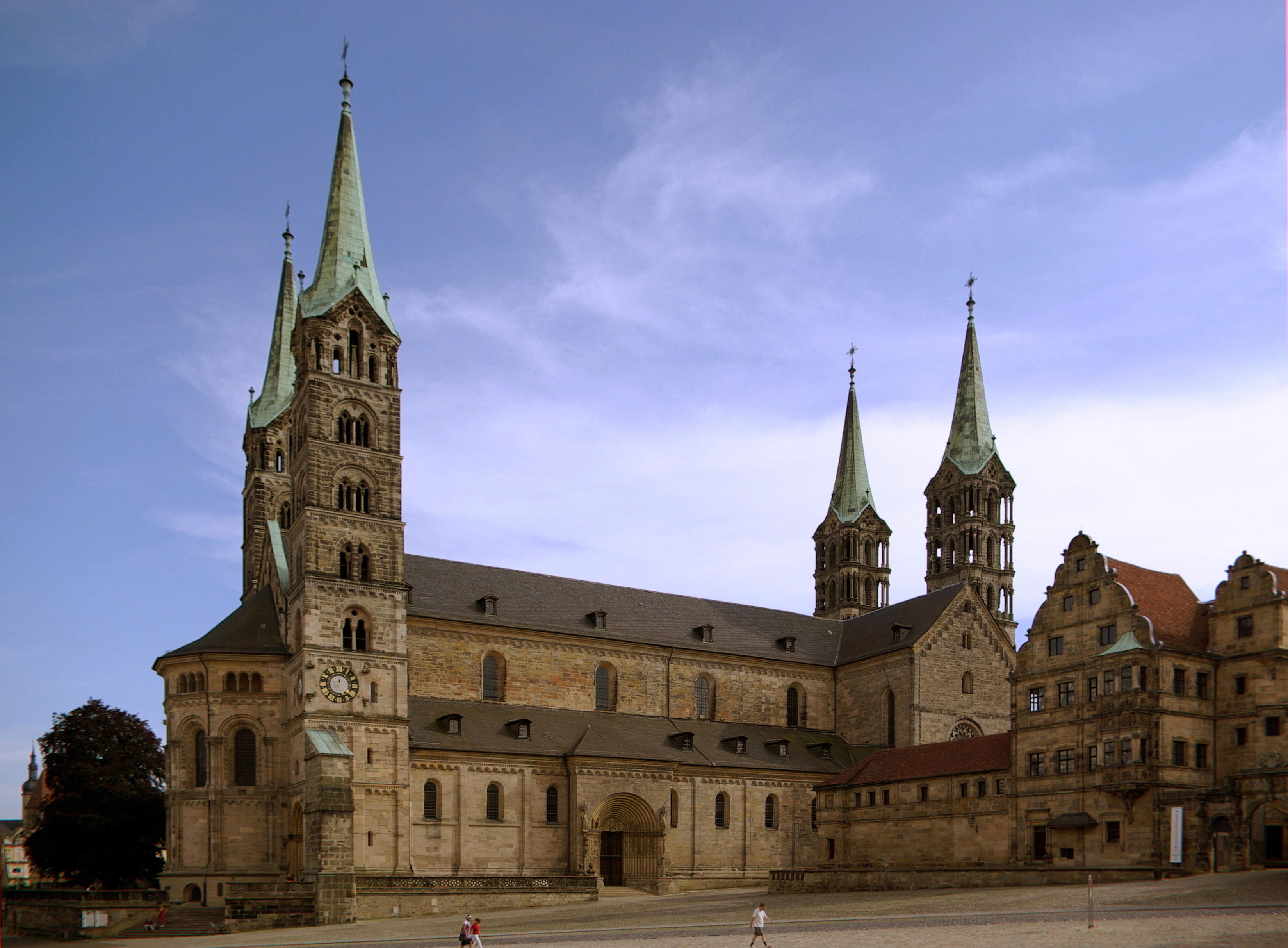
La cattedrale di Bamberga, il Kaisersdom

Verso la metà del IX secolo si formò il Ducato di Franconia. La Franconia odierna è solo la parte est di questo ducato. I conti di Schweinfurt ricevettero molte cariche dal re Ottone.
Nel 1007 Enrico II costituì il vescovado di Bamberga. Bamberga diventò la sua città prediletta e il centro del regno. Nel Duomo di Bamberga si trovano ancora oggi i sepolcri di Enrico II e del Papa Clemente II, già vescovo della città. È l'unica tomba di un papa a nord delle Alpi.
Con la creazione del Sacro Romano Impero Germanico la Franconia fu anche un circolo imperiale fino al 1806 ed uno dei 4 banchi dei conti aventi diritto di voto collegiale al Reichstag con il 98º posto nel diritto di voto, costituitosi nel 1641 (Fränkische Gräfenbank).
Elenco dei conti della Franconia:
- Hohenlohe con due linee principesche dal 1742 e 1792 (Waldenburg, Neuenstein)
- Erbach
- Wertheim contea per il principe di Löwenstein-Wertheim-Rochefort ed il conte di Löwenstein-Wertheim-Virneburg
- Virneburg dal 1648 per il conte di Löwenstein-Wertheim-Virneburg
- Limpurg feudo allodiale condominiale suddiviso in tre parti (Gaildorf, Sontheim e Speckfeld con due voti
- Rieneck feudo condominiale degli elettori di Magonza e langravi d'Assia-Kassel, principi-vescovi di Würzburg, conti di Nostitz
- conti Schwarzburg con tre linee principesche quella di Arnstadt estinta nel 1762
- principi di Schwarzenberg dal 1599 per la contea omonima
- Seinsheim dal 1696, signoria per il principe di Schwarzenberg
- conti Sinzendorf dal 1708 per la parte della contea di Thannhausen
- Wolfstein feudo allodiale dal 1740 ereditato dai conti di Hohenlohe-Kirchberg e di Giech
- conti Gräfeneck dal 1664 per la signoria di Eglingen
- conti Geyer dal 1693 al 1708 per la contea di Giebelstadt
- conti Schönborn dal 1701 per la signoria di Reichelsberg
- conti Schönborn dal 1701 per la signoria di Wiesentheid
- conti Grävenitz, dal 1726 a titolo personale
- principi Thurn und Taxis dal 1726 a titolo personale
- conti Windisch Graetz dal 1684 a titolo personale
- conti Orsini-Rosenberg dal 1684 a titolo personale
- conti Starhemberg dal 1719 a titolo personale
- conti Würmbrand-Stuppach dal 1726 a titolo personale
- conti Giech dal 1726 a titolo personale
- conti Ruberti de Ottenbach a titolo personale
- conti Pückler dal 1740 a titolo personale
- elettori di Baviera dal 1740 per la contea di Hohenwaldeck
- conti Rechberg e Röthenlöwen dal 1740 a titolo personale
- conti Colloredo-Wallsee dal 1763 a titolo personale
- conti Castell dal 1773
- principi Thurn und Taxis dal 1786 per la signoria di Eglingen

## Religione
La Franconia è divisa in zone cattoliche (per esempio Bamberga) e protestanti (Norimberga). Mentre ci sono vescovati a Würzburg e a Bamberga (la regione di Würzburg è la più cattolica dell'intera Franconia), altre città come Schweinfurt, Kitzingen e Ansbach sono a maggioranza protestante poiché i loro duchi erano parenti della protestante casata degli Hohenzollern.
Prima della Seconda guerra mondiale vi erano anche aree con comunità ebraiche, per esempio a Fürth e a Schwabach.

## Bandiera

La bandiera della Franconia

Nonostante la Franconia non sia più un'unità amministrativa, possiede ancora una propria bandiera, la quale non è definita in termini di legge.

## Turismo
La Franconia viene considerata una regione romantica per il paesaggio pittoresco e gli edifici storici. Il vino, la tradizione delle birrerie (la Franconia ha la maggior concentrazione di birrerie, rispetto alla grandezza dell'area, di tutto il mondo) e la buona gastronomia sono altri aspetti che rendono la Franconia una destinazione attraente per i turisti.
La Strada romantica collega le località più interessanti.
Di recente è stato istituito il "Frankenweg", un sentiero lungo circa 520 chilometri.

## Autonomia
Alcuni partiti richiedono l'autonomia della Franconia dalla Baviera. Negli anni 1989/1990 il "Fränkischer Bund" raccolse abbastanza firme per chiedere l'autonomia, ma questa non venne concessa.